# Burgis Paier
Burgis Paier (* 1949 in Klagenfurt in Kärnten; † 19. September 2022 ebendort) war eine österreichische Puppenmacherin, zeitgenössische Künstlerin, Kostüm- und Bühnenbildnerin. Sie lebte und arbeitete in Wien.

## Leben und Werk
Ihre erste Ausstellung zeigte sie 1977 in der Klagenfurter Galerie Hildebrand und in der Galleria d’Arte in Udine (Italien). Sie ist Mitglied des Kunstverein Kärnten. Sie experimentiert mit verschiedensten Materialien und schafft aus ihnen verschiedenste individuelle Skulpturen. Der Dichter H.C.Artmann schreibt über sie: „Burgis in Friaul macht wunderschöne Puppen und sammelt Rosenblätter pfundweise in Bottichen oder sind es steinerne Becken sie duften schwach aber ziemlich individuell ein Feuerkäfer der über die Fensterscheibe läuft träumt von den Rosenblättern in Walburgis Palladiovilla“. Günter Brus schreibt über sie, dass die Menschen, die den Puppen Modell standen, ihr Schicksal schon längst überantwortet haben. Mit Günter Brus hatte sie einige gemeinsame Ausstellungsprojekte gemacht darunter auch ein Projekt über Kaspar Hauser mit dem Titel „Der Einspinner“.
Seit den achtziger Jahren arbeitete Burgis Paier auch als Kostüm- und Bühnenbildnerin für das Stadttheater Klagenfurt, das Theater an der Wien, die Wiener Festwochen, ARBOS – Gesellschaft für Musik und Theater, das Wiener Kabinetttheater, das Teatr Śląski in Katowice und das Stary Teatr im. Heleny Modrzejewskiej w Krakowie in Polen.

## Produktionen (Auswahl)
- „Volksoper“ Libretto: Gert Jonke, Musik: Dieter Kaufmann. Regie: Vintila Ivanceanu. Wiener Festwochen im Theater an der Wien und Stadttheater Klagenfurt Uraufführung 1984.
- „Passagen“ neues Musiktheater von Werner Raditschnig nach Texten von Erich Fried und Peter Waterhouse. Regie: Herbert Gantschacher. Szene Salzburg Uraufführung 1989.
- „Wundertheater“ Oper von Herbert Lauermann (Musik) und Christian Martin Fuchs (Libretto), Fassung für kleines Orchester. „Woche der Begegnung“ Klagenfurt Uraufführung 1990.
- „Eine Kuh macht Muh Viele Kühe machen Mühe“ Szenisches Konzert für ARBOS - Gesellschaft für Musik und Theater. Künstlerhaus Salzburg Uraufführung 1993.[3][4]
- „Al-Mukaffa“ von Dževad Karahasan. Theater Akzent Wien Uraufführung 1994.[5]
- „Kar - Musiktheater für den Berg“, Musik von Herbert Lauermann, Libretto von Christian Martin Fuchs. Im unteren Hohlgang der Staumauer des Großen Mühldorfer Sees am Reisseck in Kärnten in 2500 Meter Seehöhe von ARBOS - Gesellschaft für Musik und Theater Uraufführung 1994.[6]
- „Povuceni Andjeo“ von Dževad Karahasan. Donaufestival in Krems Uraufführung 1995.[7]
- „Der Bauer als Millionär“ von Ferdinand Raimund. Stary Teatr im. Heleny Modrzejewskiej w Krakowie 1996.
- „Die Mauern von Jericho“ szenisches Oratorium von Gunter Demnig (Klangskulpturen) und Werner Raditschnig (Musik). Kollegienkirche (Salzburg), Egon Schiele Art Centrum (Český Krumlov), Domforum Kölner Dom Uraufführung 1996/1997.[8]
- „Socrate“ Kammeroper von Eric Satie, Österreichische Erstaufführung Künstlerhaus Klagenfurt 1997.[9]
- „Das Konzert der Vögel“ von Dževad Karahasan. Künstlerhaus Salzburg, Festival „2 days & nights of modern music“ Odessa Uraufführung 1997.[10]
- „Die Reise ins Zentrum der Wirklichkeit“ von Herbert Thomas Mandl. Ziegelstadel Hallein Uraufführung 1997.[11]
- „Different Trains“ drei Opern(Musik von Werner Raditschnig, Peter Swinnen und Steve Reich) im fahrenden Zug durch Europa auf Bahnhöfen in Belgien, Deutschland, Tschechien, Slowakei, Ungarn und Österreich 1998.[12]
- „Babylon oder die Reise der schönen Jutte“ Europäisches Kulturzentrum Erfurt und Europäische Kulturhauptstadt Weimar Uraufführung 1999.[13]
- „Am Rande der Wüste“ von Dževad Karahasan. neuebuehnevillach 2003.[14]
- „Der vertagte Heldentold“ von Herbert Thomas Mandl. Klosterruine Arnoldstein Uraufführung 2005.[15]
- „Gastmahl“ von Dževad Karahasan. neuebuehnevillach Uraufführung 2005.[16][17]
- „Das Ziel der Verschollenen“ Libretto von Herbert Thomas Mandl, EEMusik von Werner Raditschnig. Klosterruine Arnoldstein Uraufführung 2006.[18]
- „King of the birds - Queen of the blood“ Kabinetttheater im Theater an der Wien 2009.
- „Die Landkarten der Schatten“ von Dževad Karahasan. Tanzatelier Wien 2011[19][20]
- „Schweinealm“ ARBOS - Gesellschaft für Musik und Theater 2013/2014[21]
- „Die Weise von Liebe und Tod des Cornet Christoph Rilke“ von Viktor Ullmann. Schauspielhaus Wien 2014[22][23]
- „Der Kaiser von Atlantis oder Die Tod-Verweigerung“ von Viktor Ullmann. Theater Gong Sibiu/Hermannstadt und in der ehemaligen Synagoge von Cluj/Klausenburg (Rumänien) 2014[24][25]

## Publikationen
- Die Liebe ist kein Tomatenjuice mit Texten von H.C. Artmann, Rosa Pock, Gert Jonke und dem Originalreprint des Buches für Burgis! von Helmut Eisendle sowie einer Komposition von Herbert Lauermann, Galerie B, Klagenfurt 1993.
- Heilige und Märtyrer, mit einem Vorwort von Günter Brus, Klagenfurt 1996.
- Krokodile mit einer Komposition von Herbert Lauermann, Klagenfurt 1997.
- Serpentine zur Lust mit einem Text von Helmut Eisendle, Klagenfurt 1999.
- Schweinsklauenkalauer mit einem Text von Günter Brus, Klagenfurt 2000.
- Der Einspinner eine Bild-Dichtung von Günter Brus und zehn Figuren von Burgis Paier zum Thema Kaspar Hauser herausgegeben von Gerhard Sommer, Galerie Kunst und Handel, Graz 2008
- Paiers-Barock-chinesisches Kasperltheater im gemeinsamen Ausstellungsprojekt Phantasus mit Günter Brus, Villach-Wien 2010.

## Preise
- Förderungspreis des Landes Kärnten für bildende Kunst 1986
- Goldene Maske „Zlota Maska“ für die Kostüme der Inszenierung „Der Bauer als Millionär“ von Ferdinand Raimund des Stary Teatr im. Heleny Modrzejewskiej w Krakowie in Polen 1996
- Frauenkulturpreis „Pro Kultur - contra Gewalt“ Klagenfurt 2005.